# Imogene Coca
Imogene Coca, geboren als Imogene Fernandez de Coca (Philadelphia (Pennsylvania), 18 november 1908 - Westport (Connecticut), 2 juni 2001) was een Amerikaans actrice.
Ze werd geboren als Imogene Fernandez de Coca, dochter van José Fernandez de Coca, een conducteur, en zijn vrouw Sadie Brady, een danseres en assistent van een goochelaar. Ze had Spaanse en Ierse voorouders.
In haar jeugd volgde ze piano-, dans-, en zanglessen. Ze verhuisde als puber naar Philadelphia waar ze het dansen voortzette, terwijl ze inmiddels ook in een koor zong van de Broadway musical When You Smile. Ze werd een bekendheid en trad vaak op in nachtclubs in Manhattan, waarbij de muziek werd verzorgd door haar eerste man, Robert Burton. Ze werd nog bekender toen ze begon met het combineren van muziek en komedie: het eerste grote succes kreeg ze in 1934 met haar rol in New Faces.
In de beginjaren van de televisie speelde ze de tegenstander van Sid Caesar in het sketchprogramma Your Show of Shows, wat erg populair was tussen 1950 en 1954. Ook had ze voor een korte tijd haar eigen serie, de Imogene Coca Show. In 1955 overleed haar eerste man, Robert Burton. In 1960 trouwde ze met haar tweede man, acteur King Donovan.
In haar laatste optreden op het toneel van Broadway speelde ze de gelovige fanatiekeling Letitia Primrose in On the Twentieth Century. Ook werd ze genomineerd voor een Tony Award. In haar laatste jaren had ze gastoptredens in programma's op televisie, waaronder Moonlighting, en speelde ze kleine rollen in films.
Imogene Coca overleed in Westport, Connecticut op 92-jarige leeftijd aan de ziekte van Alzheimer en ouderdom.

## Werk

### Broadway
- When You Smile (1925)
- Garrick Gaieties (1930)
- Shoot the Works (1931)
- Flying Colors (1932)
- New Faces of 1934 (1934)
- Fools Rush In (1934)
- New Faces of 1936 (1936)
- Who's Who (1938)
- The Straw Hat Revue (1939)
- All in Fun (1940)
- Concert Varieties (1945)
- The Girls in 509 (1958)
- On the Twentieth Century (1978)

### Filmografie
- Bashful Ballerina (1937)
- Dime a Dance (1937)
- They Meet Again (1941)
- Under the Yum Yum Tree (1963)
- Rabbit Test (1978)
- National Lampoon's Vacation (1983)
- Nothing Lasts Forever (1984)
- Papa Was a Preacher (1985)
- Buy & Cell (1989)

- Bibsys: 10019119
- Bibliothèque nationale de France: cb14165340d (data)
- Gemeinsame Normdatei: 134763459
- International Standard Name Identifier: 0000 0001 1042 6185
- Library of Congress Control Number: n79035986
- MusicBrainz: 3b7d1388-e56b-4066-82b5-611cd0247243
- Nationale Bibliotheek van Tsjechië: xx0075405
- Nationale Bibliotheek van Israël: 987007336588305171
- SNAC: w6g16vdh
- Virtual International Authority File: 19890272
- WorldCat: E39PBJkxDdJq9bQKRMj8xHdG73